# Otar Kakabadze
Otar Kakabadze (gruz. ოთარ კაკაბაძე, ur. 27 czerwca 1995 w Tbilisi) – gruziński piłkarz, występujący na pozycji obrońcy w polskim klubie Cracovia oraz w reprezentacji Gruzji. Uczestnik Mistrzostw Europy 2024.

## Kariera piłkarska
Swoją karierę piłkarską Kakabadze rozpoczął w klubie Dinamo Tbilisi. W 2012 roku został członkiem zespołu rezerw grającego w drugiej lidze gruzińskiej. Zadebiutował w nich 27 listopada 2012 w wygranym 2:0 wyjazdowym meczu z Raczą Ambroulari. W rezerwach Dinama występował przez dwa lata. W 2014 roku awansował do pierwszego zespołu. 16 września 2014 zadebiutował w nim w Umaglesi Lidze w zwycięskim 6:0 domowym meczu z Szukurą Kobuleti. W sezonie 2014/15 wywalczył z Dinamem wicemistrzostwo Gruzji oraz zdobył Puchar oraz Superpuchar Gruzji. W kolejnym sezonie wygrał z tym klubem wszystkie możliwe krajowe trofea.
| Sezon   | Klub                | Kraj      | Rozgrywki        | Mecze | Gole |
| ------- | ------------------- | --------- | ---------------- | ----- | ---- |
| 2012/13 | Dinamo-2 Tbilisi    | Gruzja    | Pirweli Liga     | 7     | 0    |
| 2013/14 | Dinamo-2 Tbilisi    | Gruzja    | Pirweli Liga     | 10    | 1    |
| 2014/15 | Dinamo Tbilisi      | Gruzja    | Umaglesi Liga    | 23    | 0    |
| 2015/16 | Dinamo Tbilisi      | Gruzja    | Umaglesi Liga    | 17    | 1    |
| 2016/17 | Gimnàstic Tarragona | Hiszpania | Segunda División | 6     | 0    |
| 2016/17 | Esbjerg             | Dania     | Superligaen      | 9     | 1    |
| 2017/18 | Gimnàstic Tarragona | Hiszpania | Segunda División | 36    | 1    |
| 2018/19 | Gimnàstic Tarragona | Hiszpania | Segunda División | 2     | 0    |

## Kariera reprezentacyjna
Kakabadze grał w młodzieżowych reprezentacjach Gruzji na różnych szczeblach wiekowych. W seniorskiej reprezentacji Gruzji zadebiutował 8 października 2015 roku w wygranym 4:0 meczu eliminacji do Euro 2016 z Gibraltarem, rozegranym w Tbilisi.

## Sukcesy
Dinamo Tbilisi
- mistrzostwo Gruzji: 2015/16
- Puchar Gruzji: 2014/15, 2015/16
- Superpuchar Gruzji: 2014, 2015

## Odznaczenia
- Order Honoru – 2024[2][3][4][5]